# Denis Halinský
Denis Halinský, né le 13 juillet 2003 à Králův Dvůr en Tchéquie, est un footballeur tchèque qui évolue au poste de défenseur central au FK Teplice.

## Biographie

### En club
Né à Králův Dvůr en Tchéquie, Denis Halinský commence le football avec le club local du FK Králův Dvůr puis il joue pour le FA Alexe Zbura de 2015 à 2017 avant de rejoindre le FK Příbram, où il poursuit sa formation. Il joue son premier match en professionnel avec ce club, le 24 juillet 2021 contre le 1. SK Prostějov (en), en championnat. Il est titularisé, et voit son équipe s'imposer par trois buts à un.
Le 20 juin 2022 il est recruté par le SK Slavia Prague avant d'être prêté dans la foulée au FC Vlašim, alors club de deuxième division tchèque.
Le 10 juillet 2024, il est prêté au Slovan Liberec jusqu'à la fin de la saison.
En janvier 2025, lors du mercato hivernal, Denis Halinský est prêté au FK Teplice pour un an. Le club a toutefois la possibilité de le recruter définitivement dès l'été 2025.

### En sélection
Denis Halinský représente l'équipe de Tchéquie des moins de 20 ans, jouant au total trois matchs entre 2022 et 2023.
Il joue son premier match avec l'équipe de Tchéquie espoirs le 7 septembre 2023, contre la Slovaquie. Il entre en jeu à la place de Patrik Vydra et son équipe s'impose par deux buts à zéro. Il inscrit son premier but avec les espoirs le 21 mars 2024, contre l'Irlande du Nord. Il entre en jeu à la place de Štěpán Chaloupek et participe à la victoire de son équipe, qui s'impose par trois buts à zéro.